# 김순환
김순환(1947년 3월 1일~)은 대한민국의 성우이다. 1967년 KBS에 입사했으며, 현재는 KBS 9기이다. 한국방송 성우극회 소속.

## 주요 출연작품

### 애니메이션
- 마이티마우스 (KBS)

### 외화
- 말괄량이 삐삐 (KBS)

### 영화
- 플라밍고 해변의 욕망 (KBS)
- 쿠오바디스 (KBS)